# North (Hongkong)
North (chin. trad.: 北區) – jedna z 18 dzielnic Specjalnego Regionu Administracyjnego Hongkong Chińskiej Republiki Ludowej.
Dzielnica położona jest w północnej części regionu Nowe Terytoria. Powierzchnia dzielnicy wynosi 168 km², liczba ludności według danych z 2006 roku 280 730, co przekłada się na gęstość zaludnienia wynoszącą 2 055 os./km².

## Wyspy należące do dzielnicy
- A Chau (鴉洲)
- Ap Chau Mei Pak Tun Pai (鴨洲尾白墩排)
- Ap Chau Pak Tun Pai (鴨洲白墩排)
- Ap Chau (鴨洲)
- Ap Lo Chun (鴨螺春)
- Ap Tan Pai (鴨蛋排)
- Ap Tau Pai (鴨兜排)
- Chap Mo Chau (執毛洲)
- Cheung Shek Tsui (長石咀)
- Fu Wong Chau (虎王洲)
- Fun Chau (墳洲)
- Hung Pai (紅排)
- Kat O Chau (吉澳洲)
- Ko Pai (高排)
- Kok Tai Pai (角大排)
- Lan Shuen Pei (爛樹排)
- Lo Chi Pai (鷀鸕排)
- Ngo Mei Chau (娥眉洲)
- Pak Ka Chau (筆架洲)
- Pak Sha Chau (白沙洲)
- Pat Ka Chau (筆架洲)
- Sai Ap Chau (細鴨洲)
- Sha Pai (沙排)
- Shau Kei Pai (筲箕排)
- Sheung Pai (雙排)
- Shui Cham Tsui Pai (水浸咀排)
- Siu Nim Chau (小稔洲)
- Ta Ho Pai (打蠔排)
- Tai Nim Chau (大稔洲)
- Tsing Chau (青洲)
- Wong Nai Chau (黃泥洲)
- Wong Nai Chau (黃泥洲)
- Wong Wan Chau (往灣洲)
- Wu Chau (烏洲)
- Wu Pai (烏排)
- Wu Yeung Chau Pai (湖洋洲排)
- Yan Chau (印洲)
- Yeung Chau (洋洲)